# Saguaro
Carnegiea gigantea
Genre
Espèce
Répartition géographique
Statut de conservation UICN

 LC  : Préoccupation mineure
Statut CITES
Le Saguaro (Carnegiea gigantea) est un grand cactus arborescent, la seule espèce du genre monotypique Carnegiea. Le nom « saguaro » (prononcer "sah-wah-roh") est le nom amérindien[pas clair] du cactus. Cette espèce est originaire du désert de Sonora, la plus grande zone désertique de l'Amérique du Nord, situé à cheval sur le Sud-Ouest des États-Unis (Arizona) et le Nord du Mexique (Sonora et Basse-Californie). On la trouve aussi dans le Sud de la Californie.
L'espèce s'appelait précédemment Cereus giganteus. Le genre Carnegiea a été nommé en l'honneur d'Andrew Carnegie, mécène du centre d'études du désert de Tucson, qui a beaucoup fait pour la préservation de cette espèce.
À l'instar de plantes comme le cocotier, le saguaro est devenu un cliché. Il est souvent utilisé comme logo ou dans des publicités.
La fleur du saguaro est la fleur officielle de l'Arizona.
Le parc national de Saguaro et le saguaro ont donné leur nom à l'astéroïde (159814) Saguaro.

## Description

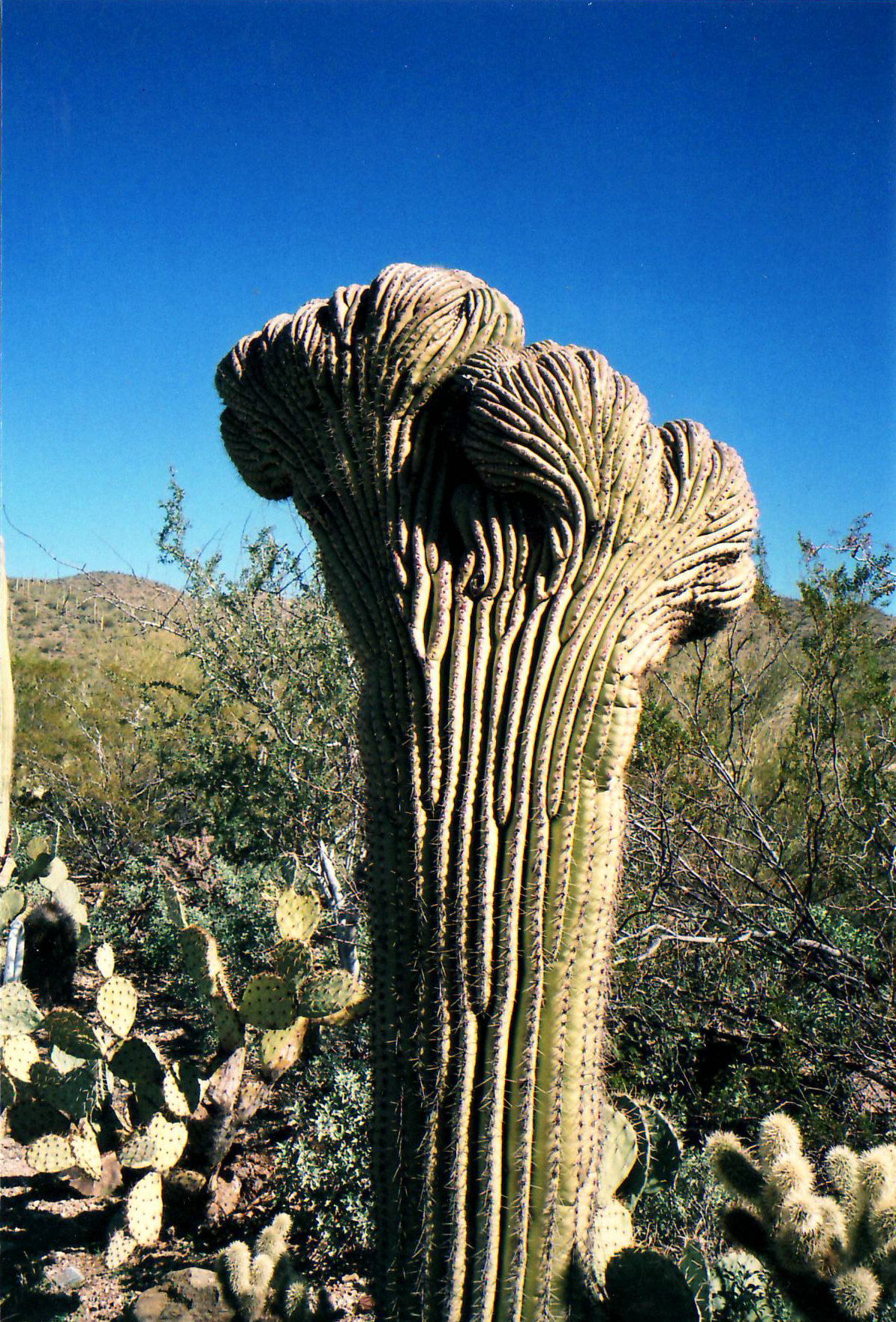
Certains saguaros présentent des crêtes (espèces cristées) à la place des bras.

Certains spécimens atteignent 15 mètres de hauteur ce qui en fait la deuxième plus grande espèce de cactus au monde, après Pachycereus pringlei. Il peut peser de 4 à 5 tonnes et contenir jusqu'à 3 000 litres d'eau dans sa colonne et en perdre 50 % pendant les périodes de sécheresse. Ils ont une longue durée de vie, parfois plus de 150 ans. Ils demandent de 75 à 100 ans avant de commencer à se ramifier et à dresser vers le ciel leurs bras qui augmentent la capacité de reproduction de la plante.
La croissance des saguaros dépend des précipitations : en Arizona, les saguaros de la partie la plus sèche de l'état poussent deux fois moins vite que ceux de la région de Tucson. Le plus grand saguaro pousse dans le comté de Maricopa, Arizona : 13,8 m de hauteur et une circonférence de 3,1 m. Il a été endommagé par un incendie en juin 2005. L'un des plus célèbres cactus saguaro, dont l'âge était estimé entre 150 et 200 ans, baptisé "Strong-Arm" et doté de 34 bras, est mort le 4 août 2022. Une tempête a fait chuter la plante, déjà fragilisée par une bactérie.
Les fleurs apparaissent la nuit en avril-mai et les fruits de couleur rubis fin juin. Chaque fruit, rouge à maturité, peut contenir jusqu'à 2 000 graines. Elles nécessitent une pollinisation, par exemple par des chauves-souris se nourrissant du nectar des fleurs, des abeilles ou des colombes.
Divers oiseaux creusent des nids dans les saguaros, notamment les piverts, les martinets et les pinsons. Les piverts creusent chaque année un nouveau nid, laissant celui de l'année passée à d'autres oiseaux, comme les chouettes.
Les nids peuvent nuire au saguaro, voire le tuer.

## Espèce protégée
Comme ils sont de croissance lente et lents à se propager, ils sont une espèce protégée. En Arizona, il est interdit de les détruire ou les déterrer et il faut une autorisation pour déplacer ou détruire un saguaro lors de la construction de maisons ou de routes.
Les troncs de saguaro furent utilisés par les Amérindiens pour la construction. Il est possible de voir son bois dans le toit des cloîtres de la Mission San Xavier del Bac près de Tucson.

## Galerie

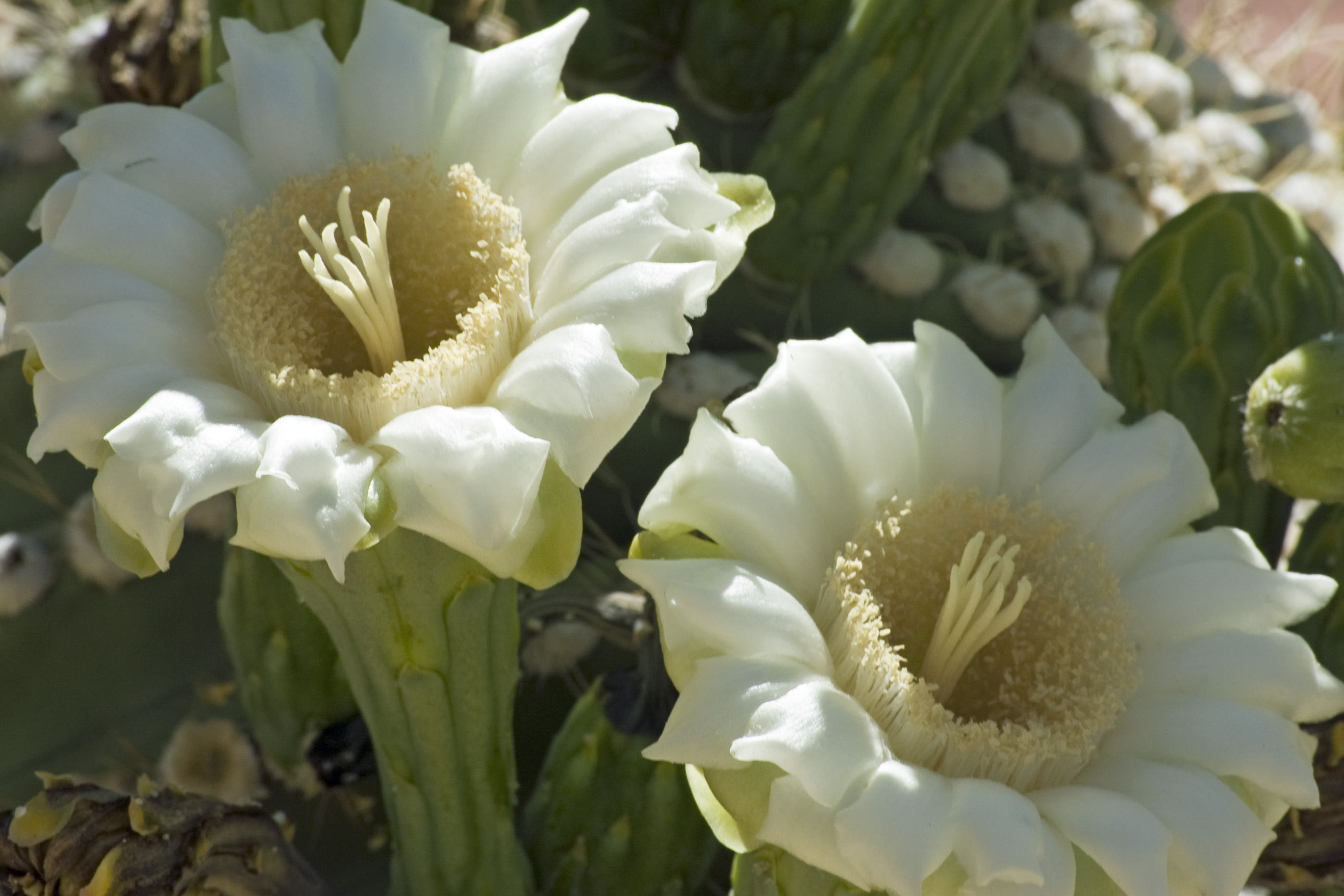
Fleurs.
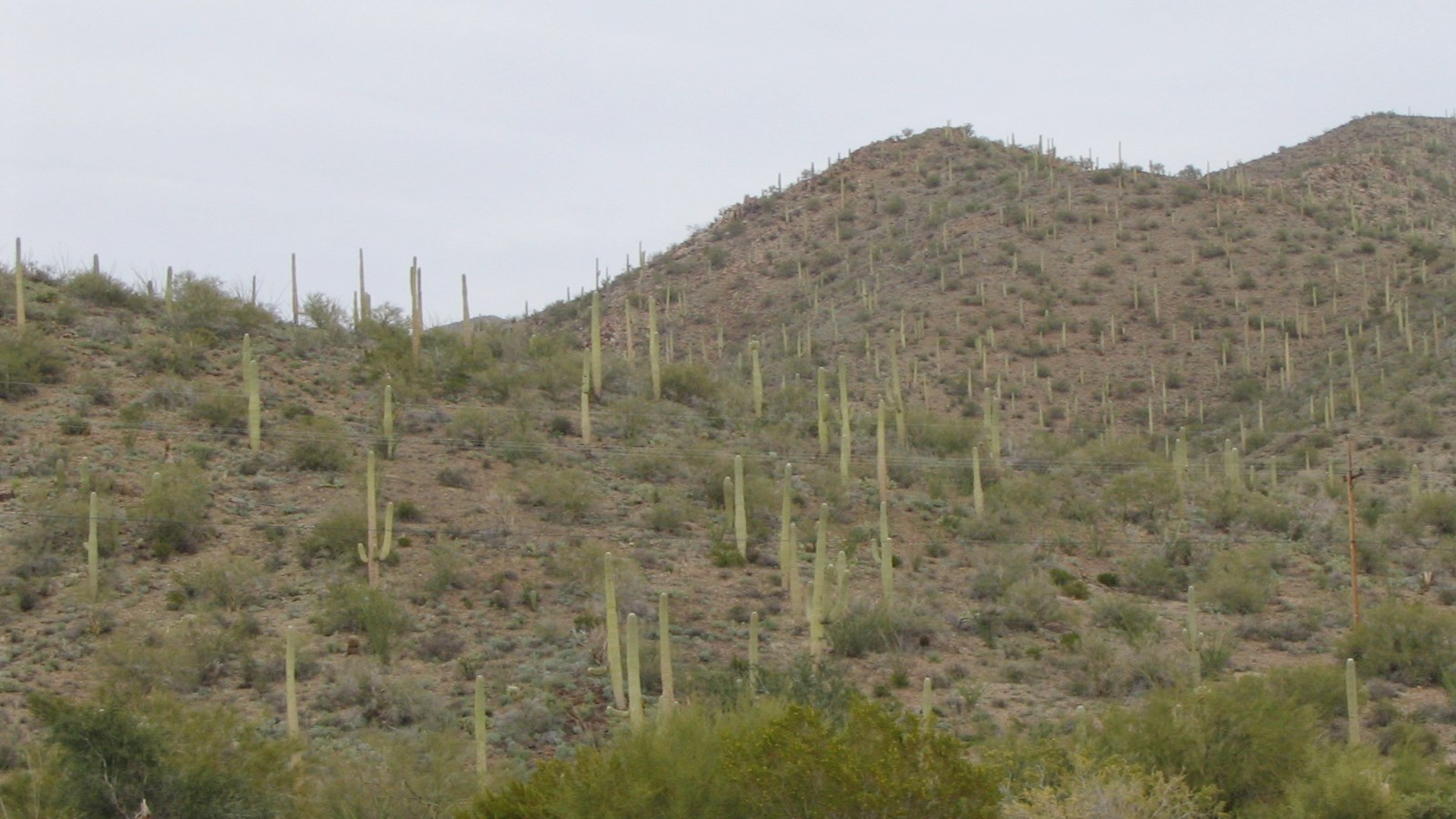
Une "forêt" de saguaro.
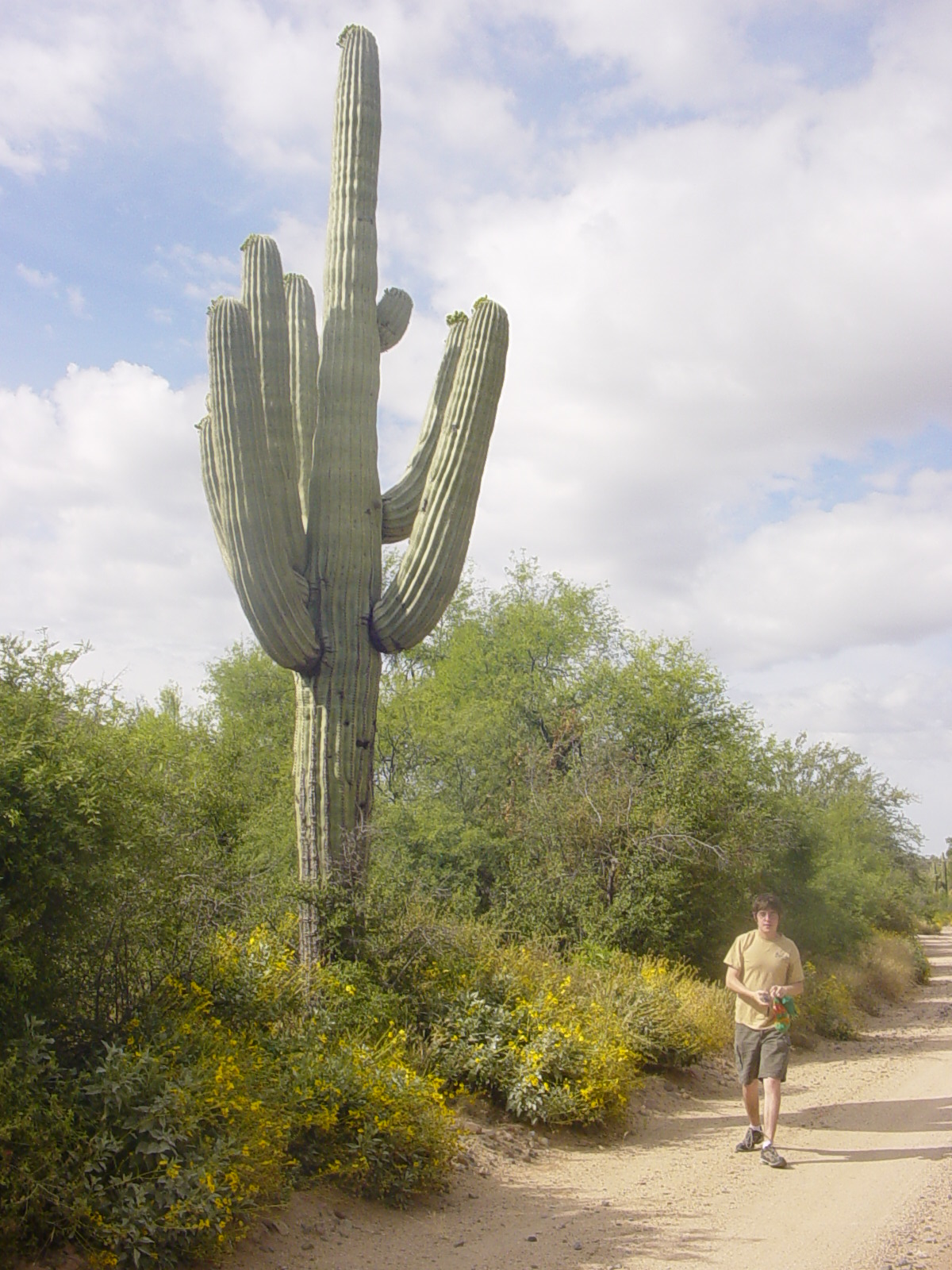
Un cactus saguaro géant en Arizona, l'homme à droite mesure 1,80 mètre.
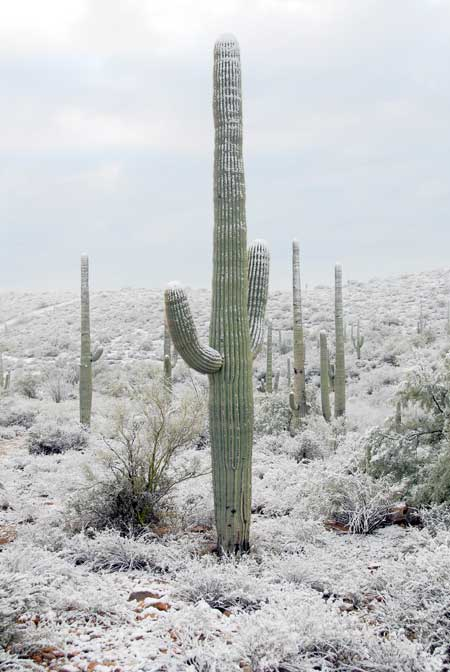
La neige sur les saguaros près de Tucson, en Arizona.
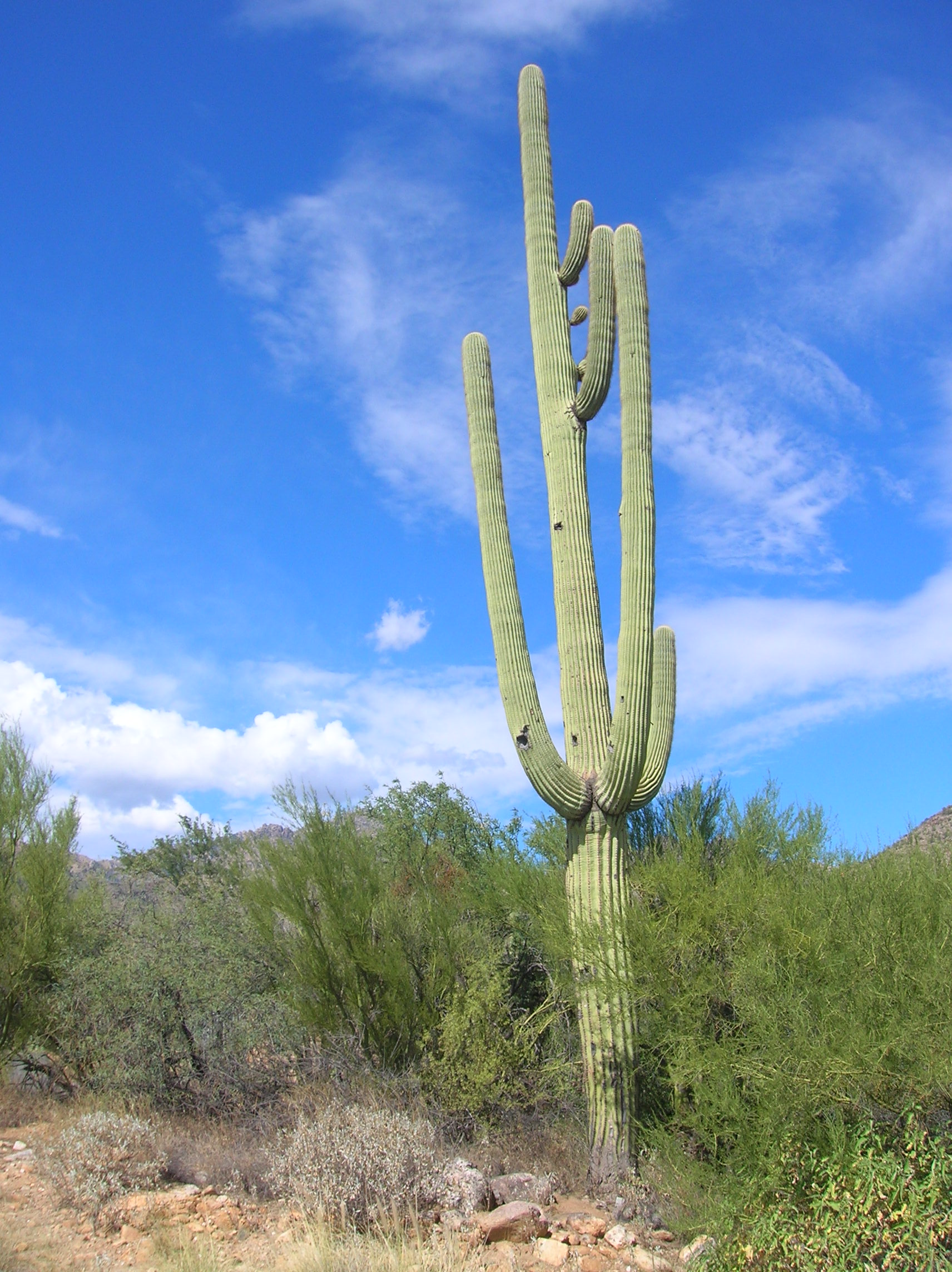
Saguaro avec des nids.
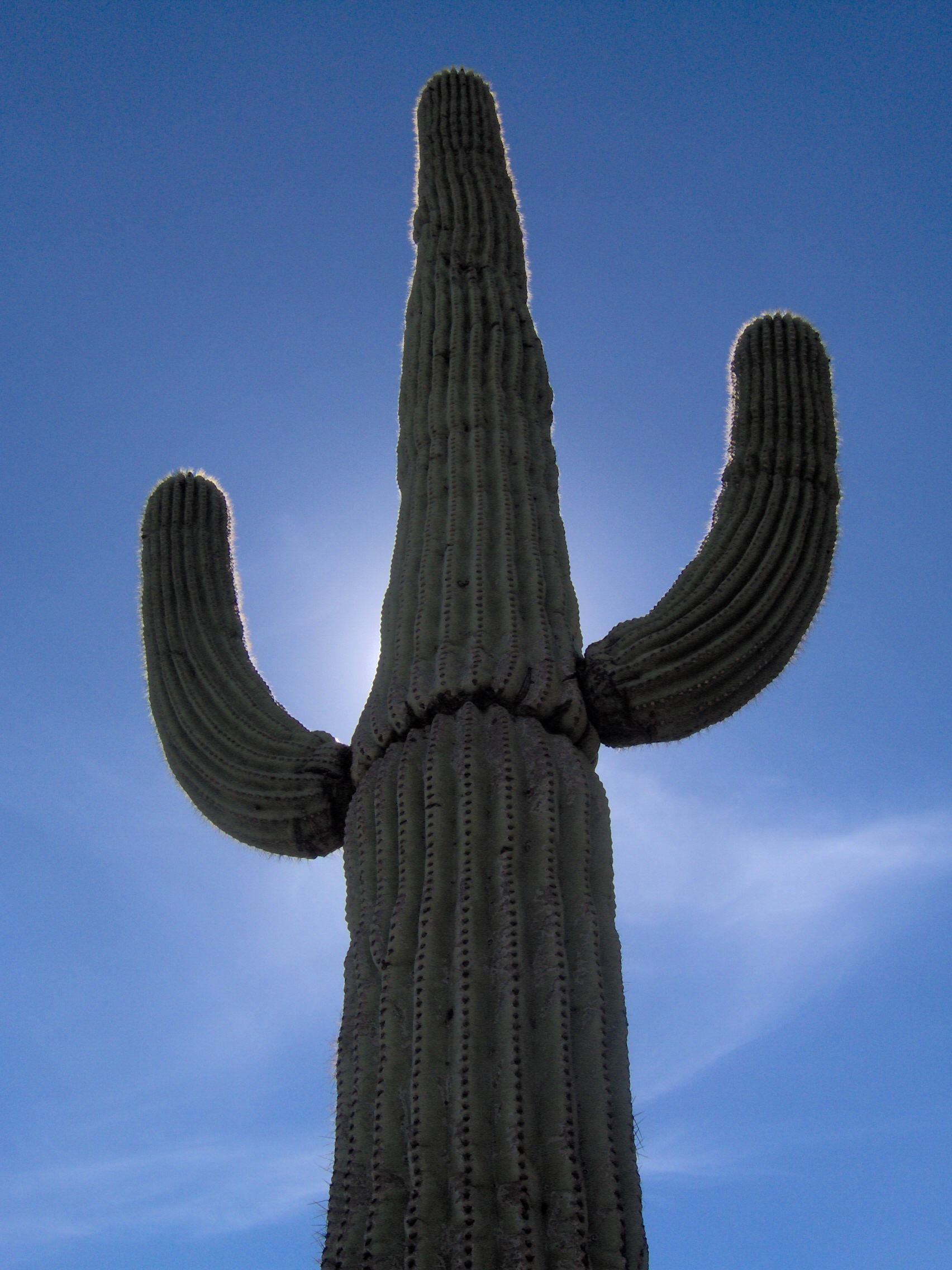
Saguaro à Scottsdale, en Arizona.
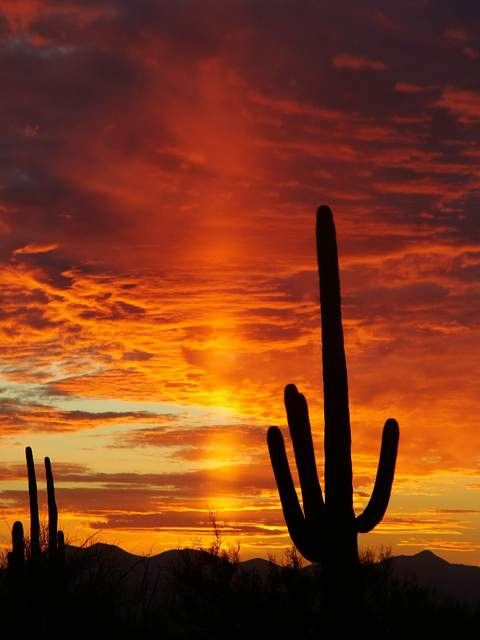
Coucher de soleil sur le parc national de Saguaro.
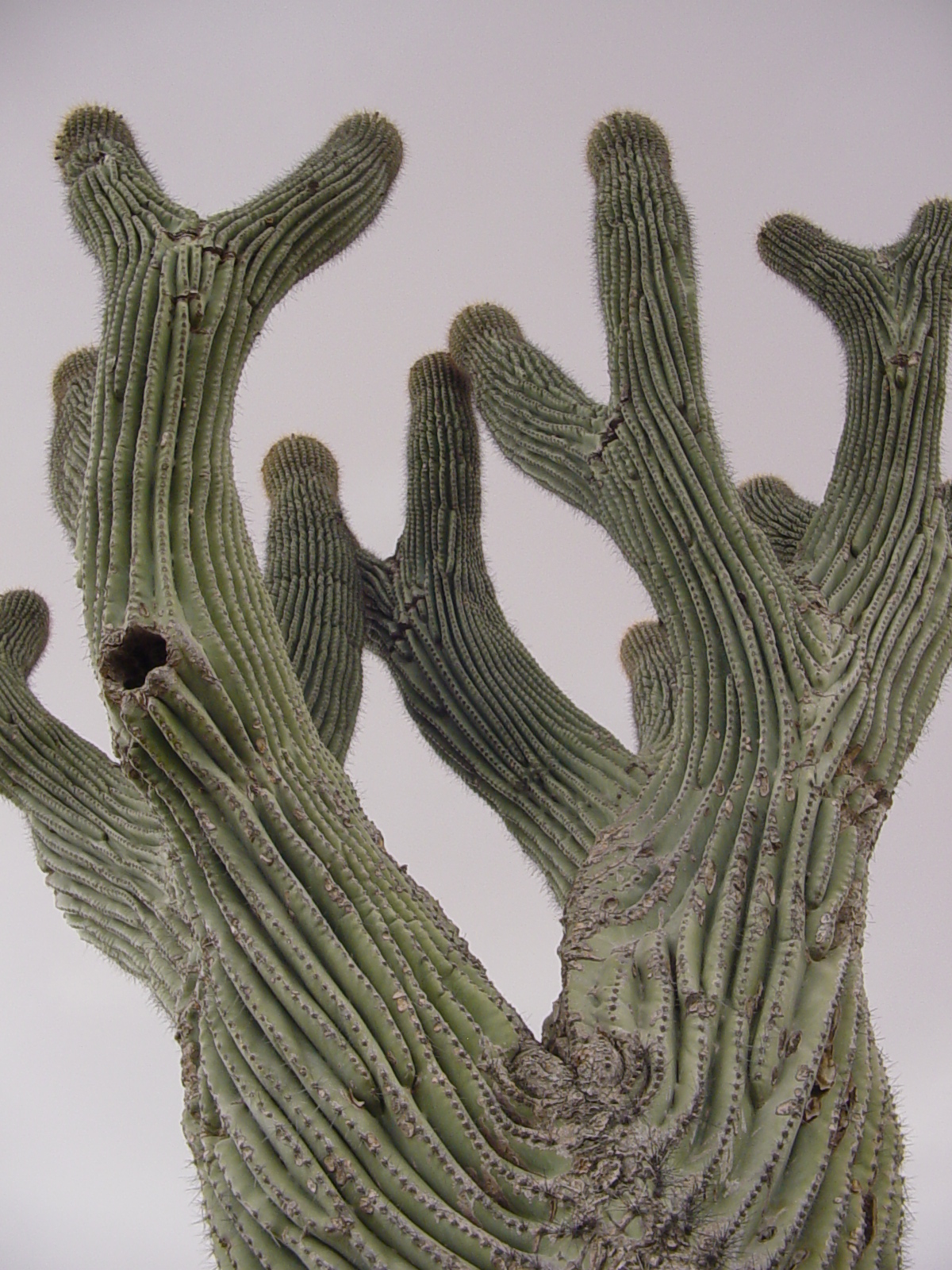
Saguaro de forme inhabituelle, dans le désert de Sonora, près de Bahía Kino, au Sonora, Mexique.
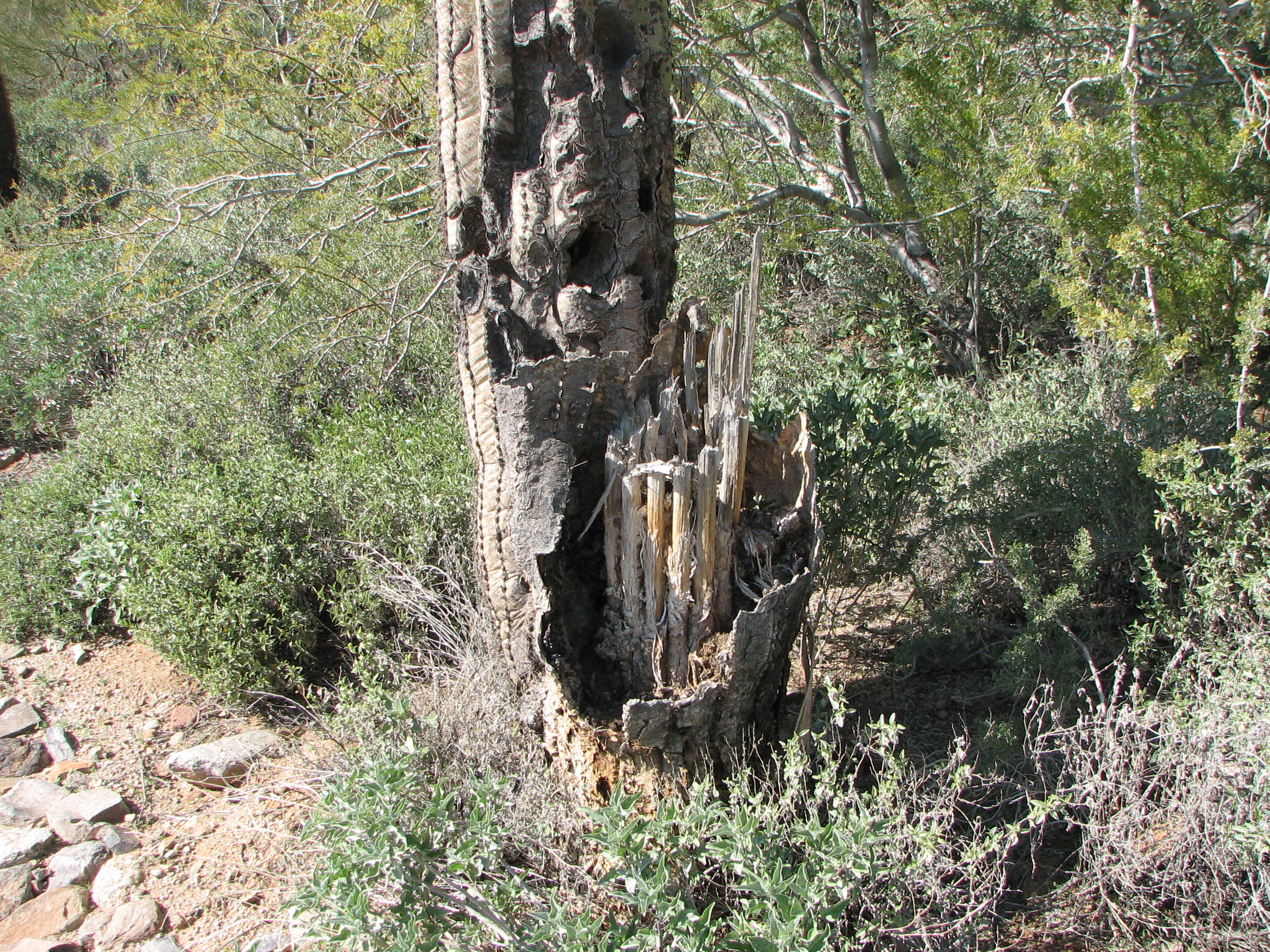
Intérieur d'un saguaro mort, en Arizona.
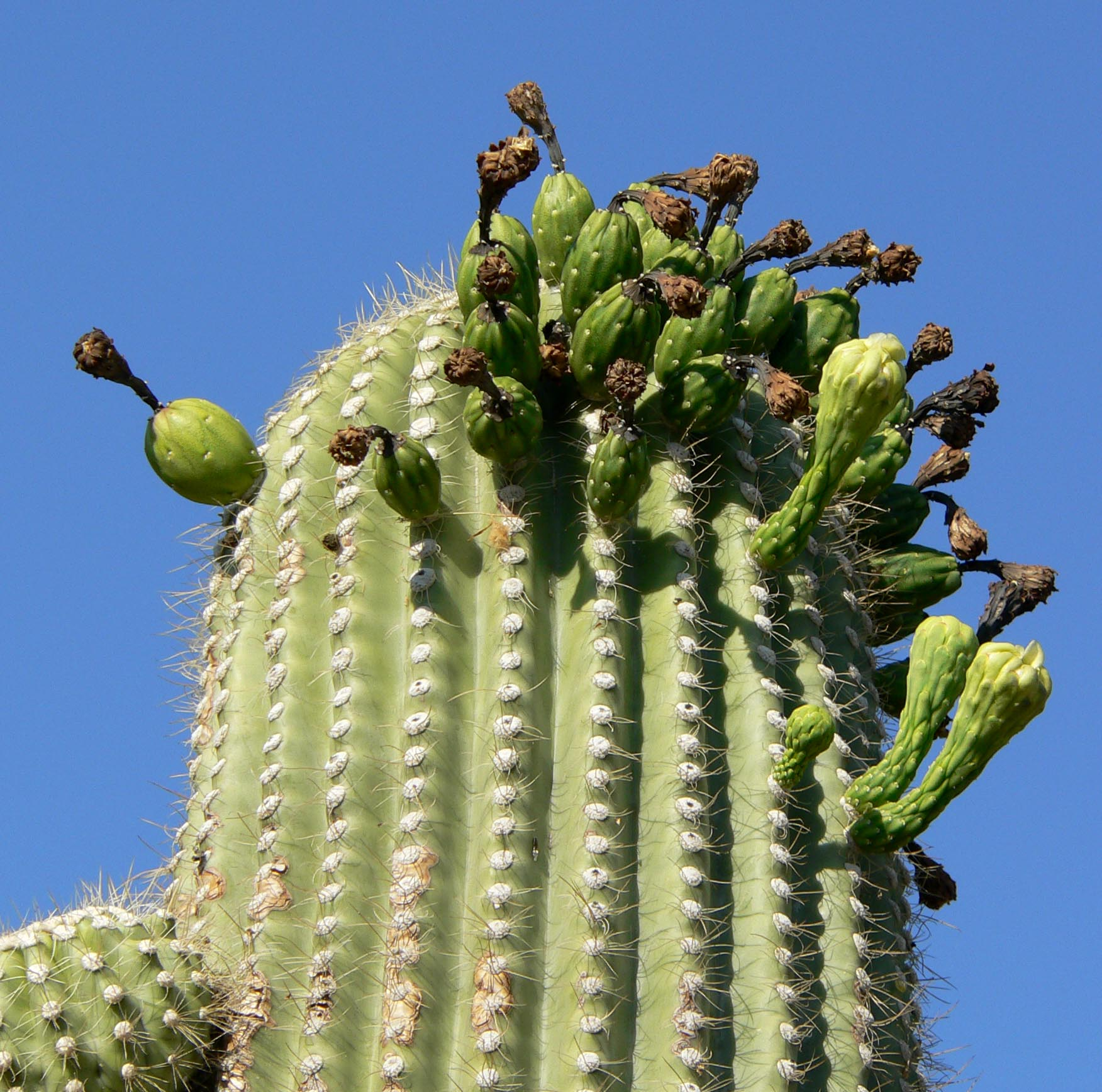
Fruits non mûrs.
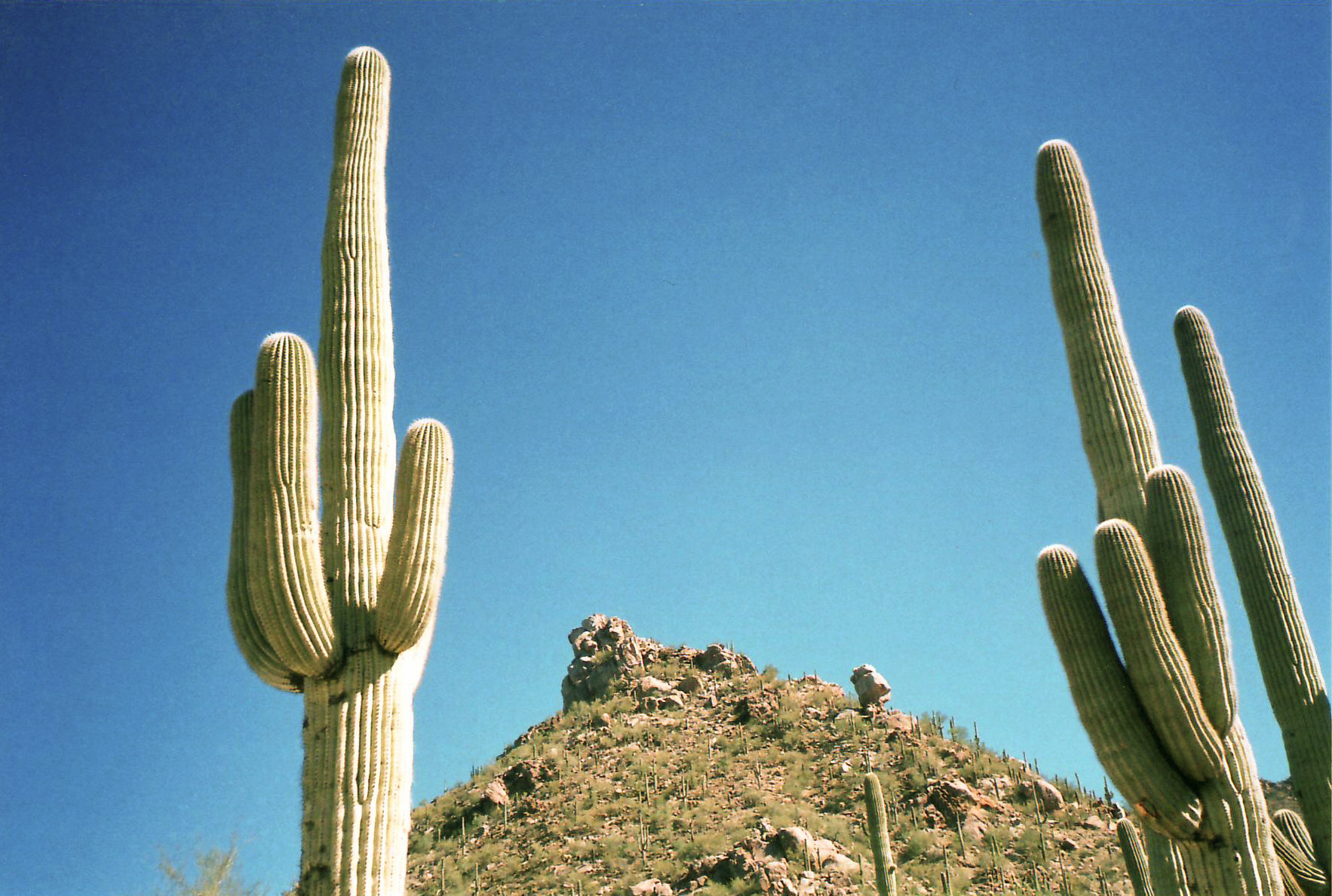
Saguaros dans le parc national de Saguaro.
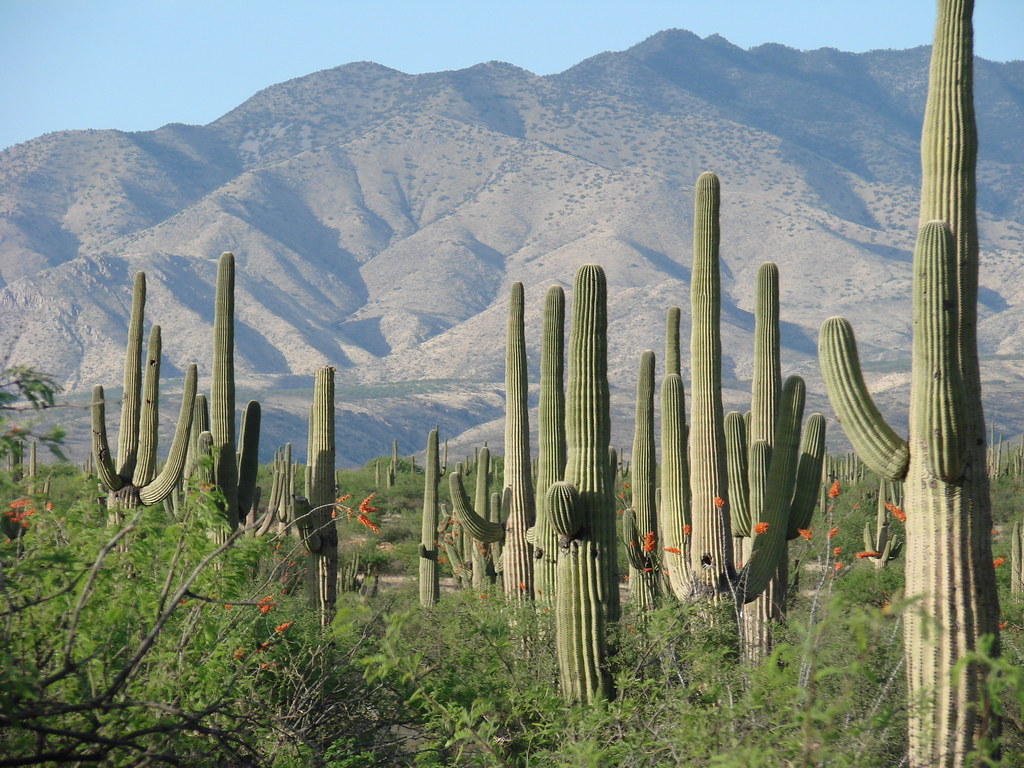
Saguaros dans leur habitat naturel à Ímuris, Sonora.